# Tom Louchet
Tom Louchet, né le 4 mai 2003 à Manosque en France, est un footballeur français qui joue au poste de milieu central à l'OGC Nice.

## Biographie

### En club
Né à Manosque en France, Tom Louchet est issu d'une famille de footballeurs. Son grand-père paternel, Jackie Louchet, a joué pour l'Amiens SC en deuxième division, tandis que son grand-père maternel est Michel Baulier, qui a notamment joué pour l'Olympique de Marseille. Son père, Jérôme Louchet, a également été footballeur. Tom Louchet joue pour le SC Volxien, le US Vivo 04 et le Gap Foot 05, où il est repéré par des clubs professionnels, dont l'OGC Nice, qu'il rejoint en 2019 après un passage d'une saison au Istres FC. Arrivé à 17 ans à l'OGC Nice, il intègre notamment l'équipe des moins de 19 ans où il est entraîné par Emerse Faé.
Louchet fait sa première apparition en professionnel le 27 octobre 2023, à l'occasion d'une rencontre de Ligue 1 contre le Clermont Foot 63. Il entre en jeu à la place de Jérémie Boga et les Niçois l'emportent par un but à zéro,. Le 16 décembre 2023 il inscrit son premier but en professionnel, lors d'une rencontre de championnat face au Havre AC. Il entre en jeu et son équipe est battue par trois buts à un,,. Le 10 novembre 2024, lors de la 11e journée de Ligue 1, il inscrit un but à la 90e+6 minutes, permettant à l’OGC Nice d’égaliser à la dernière seconde du match.

### En sélection
Tom Louchet représente l'équipe de France des moins de 17 ans, jouant deux matchs avec cette sélection en 2020.